# Dubois’ Antilope
Dubois’ Antilope (Duboisia santeng; Junior-Synonym: Antilope modjokertensis) ist eine ausgestorbene Säugetierart aus der Unterfamilie der Bovinae. Die Art war endemisch in Indonesien während des Pleistozäns. Vor ungefähr 750.000 Jahren starb die Tierart aus. Dubois’ Antilope wurde von dem niederländischen Paläontologen und Geologen Eugène Dubois im Jahr 1891 erstbeschrieben.
Die nächsten lebenden Verwandten sind die Nilgauantilope (Boselaphus tragocamelus) und die Vierhornantilope (Tetracerus quadricornis).

## Aussehen
Dubois’ Antilope war eine kleine bis mittelgroße Antilope. Sie wurde auf 32–84 kg geschätzt. Beide Geschlechter hatten Hörner, die 6–9 cm lang waren.

## Verhalten und Lebensraum
Duboisia santeng lebte in dichten Wäldern mit geschlossener Kronendecke. Dabei konnten die Tiere auch mittel- bis sehr feuchte Waldbiotope besiedeln. Anhand der Zähne konnte belegt werden, dass diese Art hauptsächlich Blätter und gelegentlich auch härtere Vegetation gefressen hat.
Diese Art gehört der sogenannten Trinil-Fauna aus dem pleistozänen Java an. Die Art teilte ihren Lebensraum mit Stegodon trigonocephalus, Bos palaesondaicus, dem Indischen Muntjak (Muntiacus muntjak) und Bubalus palaeokerabau. Raubtiere der Trinil-Fauna waren der Trinil-Tiger (Panthera tigris trinilensis) und der Trinil-Wildhund (Mececyon trinilensis).